# Pietà (Salmeggia)
La Pietà è un dipinto olio su tela, realizzato da Enea Salmeggia nel 1622 e conservato come pala dell'altare dedicato alla Madonna Addolorata del santuario della Madonna della Gamba di Desenzano al Serio, frazione di Albino.

## Storia e descrizione
La tela posta sull'altare della Madonna Addolorata, il primo a sinistra dell'aula, conserva la data e la firma dell'artista. Secondo le testimonianze d'archivio fu restaurata nell'Ottocento da Filippo Comedico di Lugano e presenta scritto su una pietra raffigurata nella parte inferiore, la scritta: Pius Frater Bell, Pietati, Matris. et Filii. Dicavit MDCXII.
L'artista usa nell'opera un linguaggio arcaico adottato anche dal Lotto nella sua Pietà conservata a Milano nella Pinacoteca di Brera, affine ai vesperbild, a cui il Salmeggia aggiunge altri personaggi, riproponendo le figure plastiche dei sacri monti. Il dipinto voleva essere un messaggio immediato ai fedeli, una catechesi di facile comprensione. La tela presenta nella parte superiore il monte Golgota sotto un cielo che si staglia dai colori lividi con due angeli in volo. La parte inferiore offre la raffigurazione del compianto. La Vergine tiene il figlio morto sul grembo, mentre Madia Maddalena a destra sorregge la sua gamba, e a sinistra una pia donna ne sostiene il capo. Tutt'intorno i personaggi della passione che si sviluppano in un calcolo ben calibrato nelle proporzioni. Le fisionomia riprendono tratti raffaelleschi e di Luca Cambiaso come nella tela Deposizione di Cristo dalla Croce presente come pala dell'altare maggiore del santuario Madonna del Pianto sempre di Albino.